# Japanische Douglasie
Die Japanische Douglasie (Pseudotsuga japonica) ist eine Pflanzenart aus der Gattung der Douglasien (Pseudotsuga) in der Familie der Kieferngewächse (Pinaceae).

## Beschreibung
Die Japanische Douglasie ist ein immergrüner Baum, der Wuchshöhen von etwa 12 bis 30 Meter und Stammdurchmesser (Brusthöhendurchmesser BHD) von 1,5 Meter erreicht. Der Stamm ist meist bis etwa zwei Drittel seiner Höhe astlos. Die Borke ist dunkelbraun und wird gräulich an sehr alten Bäumen. Die unbehaarte Rinde der Zweige ist anfangs hell gelblich-braun und im zweiten Jahr wird sie gräulich. Die Schuppen der Knospen sind glänzend braun. Die nadelförmigen Blätter sind glänzend grün, häufig gekrümmt, stumpf und ausgerandet, 15 bis 25 mm lang und 1,5 mm breit.
Die Japanische Douglasie ist einhäusig getrenntgeschlechtig (monözisch). Sie blüht im April. Die männlichen Zapfen stehen achselständig an Zweigen des Vorjahres; sie sind zylindrisch, bräunlich gelb und enthalten viele Staubblätter.
Die endständig an Kurztrieben sitzenden, weiblichen Zapfen sind mit einer Länge von 4 bis 5 cm und einem Durchmesser von 2 bis 2,5 cm die kleinsten in der Gattung. Sie sind anfangs braun mit bläulichen Flecken, später werden sie schokolade-braun und besitzen 15 bis 20 dicke, holzige Samenschuppen. Die dreilappigen Deckschuppen sind etwa 20 mm lang und 4 bis 5 mm breit stehen über die Samenschuppen hinaus. Die im Oktober reifen, geflügelten Samen sind glänzend dunkelbraun, 6 bis 9 mm lang und 5 mm breit. Der breite Flügel ist dunkelbraun, 10 bis 13 mm lang und 6 mm breit.
Die Chromosomenzahl beträgt 2n = 24.

## Verbreitung
Die Heimat der Japanischen Douglasie liegt im Südosten Japans auf den Inseln Honshū und Shikoku. Sie wächst dort in Höhenlagen zwischen 500 und 1100 Meter. In Mitteleuropa wird sie ausgesprochen selten gepflanzt.

## Bilder

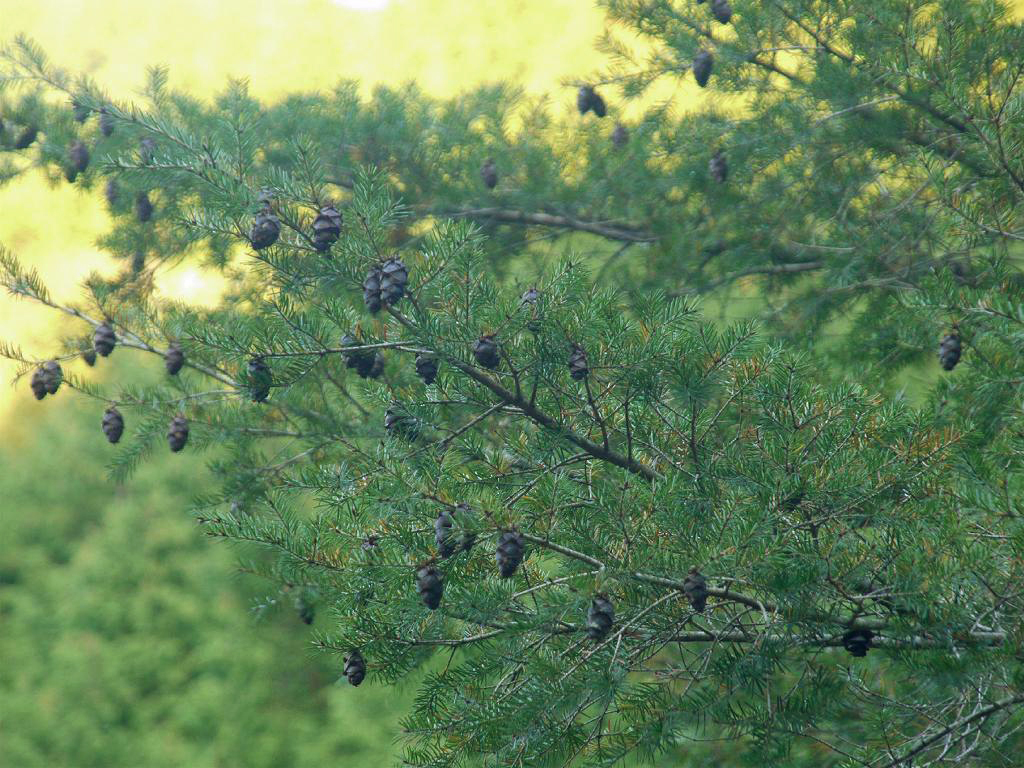
Zweig
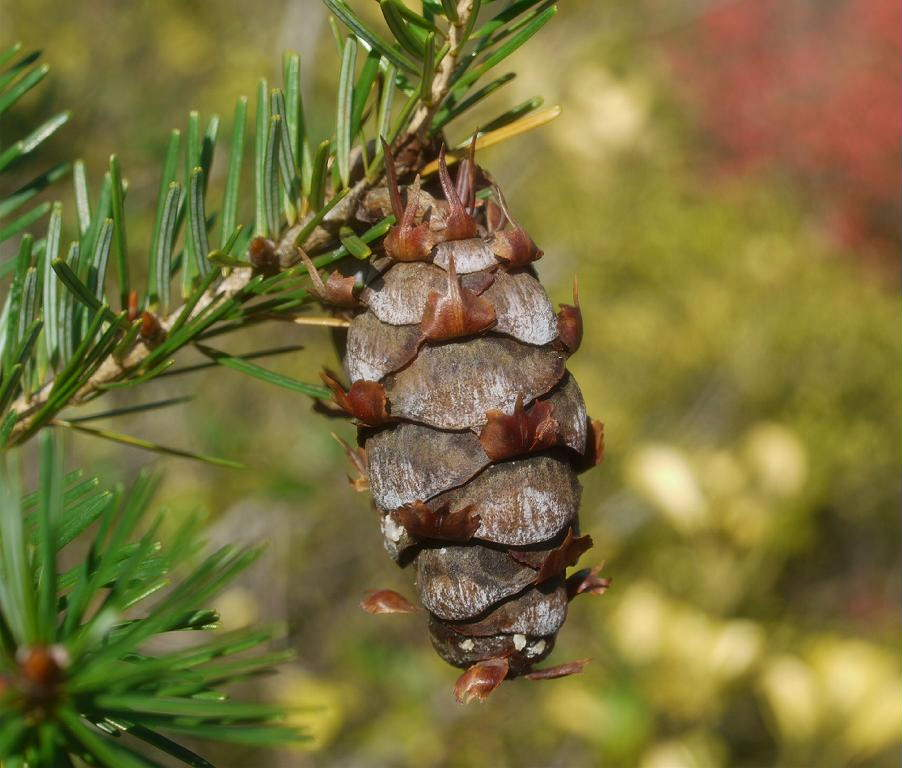
Zapfen
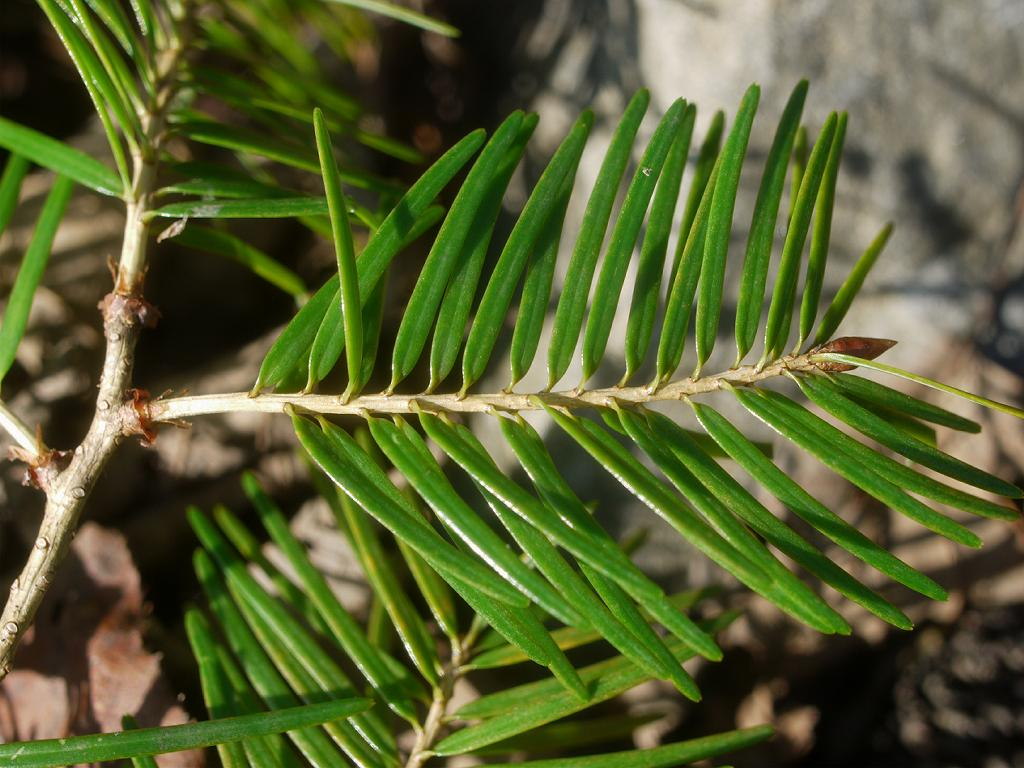
Nadeln